# كنزو تاكادا
كنزو تاكادا (باليابانية: 高田賢三؛ بالكانا: たかだ けんぞう) (هيميجي,
27 فبراير 1939 - نويي-سور-سين, 4 أكتوبر 2020) هو رجل أعمال ومصمم أزياء ومصمم ياباني، ولد في 27 فبراير 1939 في هيميجي في اليابان.
ارتبط اسم كنزو بعدّة ماركات تجارية عالمية فاخرة منها الملابس والنظارات الشمسية والعطور.

## وفاته
توفي تاكادا في الرابع من شهر أكتوبر 2020، إثر إصابته بجائحة كورونا وإقامته في المستشفى الأمريكي في باريس في مدينة نويي-سور-سين في عمر 81 سنة.